# カリコ・スカイズ
「カリコ・スカイズ」（Calico Skies）は、ポール・マッカートニーの楽曲である。1997年に発売されたアルバム『フレイミング・パイ』の6曲目に収録された。アコースティック・ギターの弾き語りで構成される楽曲で、1992年9月にレコーディングされた。1999年に発売されたアルバム『ワーキング・クラシカル』には、ローマー・マー・カルテットによる弦楽四重奏が収録された。

## 背景・リリース
マッカートニーは、1991年夏にアリゾナ旅行中にハリケーンに遭遇。電気が使えないことから、蝋燭を明かりにし、料理はすべて焚火という日々を数日過ごした。そんな中で、アコースティック・ギターを使用していくつかの曲が書かれ、その中には「カリコ・スカイズ」も含まれていた。楽曲について、マッカートニーは「『ブラックバード』みたいなアコースティック調の曲を書きたかった。それだけで成立して、ドラムとかアレンジが必要のないものをね」と語っている。
レコーディングは、『フレイミング・パイ』のためのセッションよりも前の1992年9月3日にサセックスでレコーディングされ、同日のうちにミキシングも行われた。プロデュースは、ジョージ・マーティンとの共同プロデュースとなっている。
1999年に発売されたアルバム『ワーキング・クラシカル』には、ローマー・マー・カルテットによる弦楽四重奏が収録され、イラク戦争の犠牲になった人々のために制作されたオムニバス盤『Hope - For The Children Of Iraq』には、再録音された音源が収録された。

## パーソネル
- ポール・マッカートニー - ボーカル、アコースティック・ギター、音楽プロデューサー
- ボブ・クラウシャール（英語版） - レコーディング・エンジニア
- ジョージ・マーティン - 音楽プロデューサー

## 収録アルバム
- フレイミング・パイ
- Hope - For The Children Of Iraq
- Peace Songs
- ピュア・マッカートニー〜オール・タイム・ベスト

## カバー・バージョン
- マイク・ニュージェント、ナンシー・シルローニ - 2011年11月21日に行われたリンダ・マッカートニーのトリビュート・ライブ『"Let Us In" Nashville – A Tribute To Linda McCartney』で演奏[5]。